# Isole di Langerhans
Le isole di Langerhans, o isolotti pancreatici, sono agglomerati di cellule, sferici concentrici, altamente vascolarizzati, situati nel pancreas; le "isole" furono scoperte dal patologo tedesco Paul Langerhans nel 1869.
Queste cellule, per la loro attività, sono sensibili alla glicemia (livello del glucosio nel sangue) e di conseguenza sono modulate nella attività di secrezione di diversi ormoni atti a regolarla. Sono disposte in cordoni cellulari collocati tra una rete di capillari in cui il sangue scorre dal centro verso l'esterno. Le isole rappresentano circa 1-2% della massa del pancreas, distribuite nel parenchima.
È stato stimato che circa un milione di isole siano presenti nel pancreas di un individuo adulto sano: la massa insulare ammonta a circa 1-1,5 grammi.
Le isole costituiscono la parte produttiva ormonale endocrina del pancreas (cioè che versa l'elaborato ormonale nel circolo sanguigno).
Le isole di Langerhans non vanno confuse con le cellule di Langerhans, cellule del sistema immunitario, né con le cellule di Langhans, che sono cellule giganti multinucleate che si trovano in granulomi, soprattutto in quelli causati dal batterio tubercolare.

## Composizione cellulare
Ci sono almeno cinque tipi di cellule endocrine che costituiscono le isole di Langerhans e secernono molti ormoni diversi, tra cui:
- le cellule α (alfa) secernono glucagone (15-20% negli umani);
- le cellule β (beta) secernono insulina ed amilina (60-70% negli umani);
- le cellule γ (gamma) secernono il peptide pancreatico (2% negli umani);
- le cellule δ (delta) secernono somatostatina (5-10%);
- le cellule ε (epsilon) secernono grelina.

È stato recentemente dimostrato che la cito-architettura (ovvero, la distribuzione ed il numero delle cellule endocrine che costituiscono le isole di Langerhans) differisce sostanzialmente se si paragonano specie animali. Infatti le isole di roditore sono caratterizzate da una predominante componente di cellule beta (~80%) distribuite al centro dell'agglomerato cellulare ed una relativamente minore componente di cellule alfa, delta, gamma ed epsilon distribuite alla periferia. Le isole umane sono invece caratterizzate da una distribuzione di cellule beta ed alfa più uniforme nell'ambito dell'agglomerato cellulare.

## Funzione endocrina
Glucagone ed insulina sono i principali ormoni regolatori del metabolismo del glucosio delle cellule.
Il glucagone rimuove il glucosio dal glicogeno epatico promuovendone l'immissione nella circolazione sanguigna.
L'insulina permette il metabolismo del glucosio attivando la glicolisi; favorisce l'accumulo di glucosio nel fegato sotto forma di glicogeno e l'immagazzinamento dei grassi.
La somatostatina ha un effetto inibitore sulla secrezione di entrambi gli ormoni. Inibisce la sintesi dell'ormone della crescita GH ipofisario.
Il peptide pancreatico serve a regolare la secrezione esocrina del pancreas.